# Viola (Fußballspieler)
Viola, bürgerlich Paulo Sérgio Rosa (* 1. Januar 1969 in São Paulo), ist ein ehemaliger brasilianischer Fußballspieler. Dieser gewann in seiner Karriere u. a. die nationale Meisterschaft sowie den Pokal. 1994 war Viola Mitglied der Weltmeisterschaftsmannschaft. Er kam dabei zu einem Einsatz, erzielte aber kein Tor.
Der Spieler startete seine Karriere beim Erstligisten SC Corinthians aus São Paulo. Von hier wechselte er zunächst zu unterklassigen Vereinen, um nach zwei Jahren wieder zurückzukehren. Nach drei Jahren ging Viola dann nach Spanien zum FC Valencia. Hier spielte er nur eine Saison. Trotz guter Torquoten blieb der Spieler danach selten länger als eine Saison bei einem Verein.

## Erfolge
Nationalmannschaft
- Fußball-Weltmeisterschaft: 1994

Corinthians
- Staatsmeisterschaft von São Paulo: 1988, 1995
- Copa do Brasil: 1995

Palmeiras
- Copa do Brasil: 1998

Santos
- Copa Conmebol: 1998

Vasco da Gama
- Campeonato Brasileiro de Futebol: 2000
- Copa Mercosur: 2000

Auszeichnungen
- Brasilianischer Torschützenkönig: 1998